# Моте кон уесійос

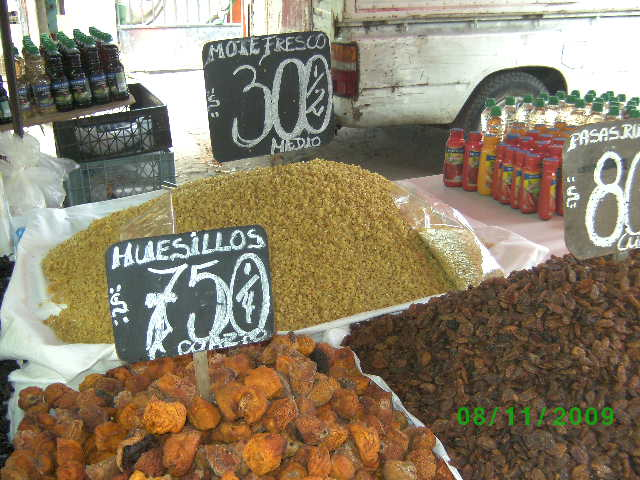
Чищена пшениця та сушені персики на ринку

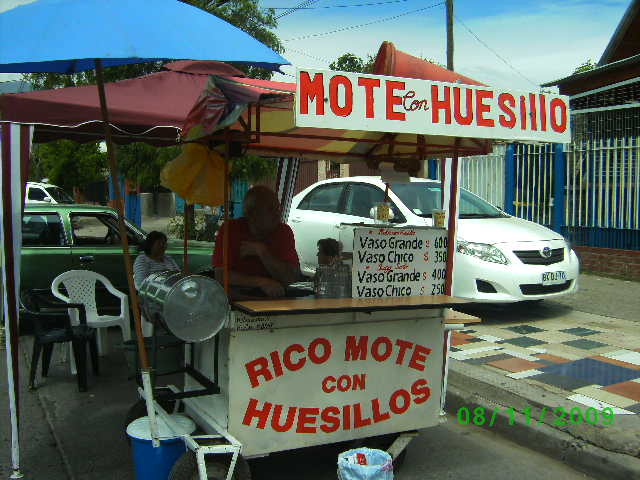
Вулична торгівля напоєм

«Моте кон уесійос» (ісп. Mote con huesillos) — традиційний літній чилійський напій, який можна придбати на вулиці й у кафе. Це безалкогольний напій, який складається із солодкої прозорої рідини, схожої на узвар, та вареної пшениці («моте», ісп. mote). Сушені персики («уесійос», ісп. huesillos) варять із цукром та корицею, а тоді охолоджують, і змішують із свіжозвареними очищеними зернами пшениці. Зазвичай цей відвар готується на цукрі, але останній можна доповнити чи замінити мелясою. Існує вислів: «Más chileno que el mote con huesillo» («Більш чилійський, ніж „моте кон уесійо“»).
Коли напій подають без сушених персиків, його називають «дескаросадос» (ісп. descarozados). В окремих випадках він також може подаватися із чорносливом, однак це не дуже поширено. Іншим сучасним варіантом є використання конфітюру з персиків, а не сушки. І «моте», і «уесійос» характерні для середземноморського клімату центральної частини Чилі. Ці складові легко купити у супермаркетах, невеликих продуктових магазинах та на ринках. Зазвичай напій готується дома, рідко можна купити напій у пляшках чи інших упаковках тривалого зберігання.

## Приготування
Сушені персики («уесійос») миють і замочують на ніч, щоб вони набралися води. Потім їх варять протягом тридцяти хвилин (чи більше) у воді з цукром, можна з додаванням паличок кориці. Щоб напій мав медовий відтінок, можна нагріти цукор у каструлі (до карамелізації), щоб отримати насичений помаранчево-рубіновий колір, який тоді додається до сиропу, хоча цей метод не завжди використовується. Поки готується «уесійос», вариться чищена пшениця («моте») у воді, так, щоб зерна стали м'які. Коли «моте» готове, воду зливають, а зерна додають до солодкого відвару й залишають суміш охолоджуватися. Напій подається охолодженим, у високій склянці з десертною ложкою для зручності.
25 січня 2010 року приготували найбільший напій «моте кон уесійос» в історії Чилі: 665 літрів, 1500 порцій.